# Acanthoderes zonata
Acanthoderes zonata är en skalbaggsart som beskrevs av Bates 1880. Acanthoderes zonata ingår i släktet Acanthoderes och familjen långhorningar. Inga underarter finns listade i Catalogue of Life.